# Форст (Лужица)
Форст (њем. Forst) град је у њемачкој савезној држави Бранденбург. Једно је од 30 општинских средишта округа Шпре-Најсе. Према процјени из 2010. у граду је живјело 21.304 становника. Посједује регионалну шифру (AGS) 12071076.

## Географски и демографски подаци
Форст се налази у савезној држави Бранденбург у округу Шпре-Најсе. Град се налази на надморској висини од 72 метра. Површина општине износи 109,9 km². У самом граду је, према процјени из 2010. године, живјело 21.304 становника. Просјечна густина становништва износи 194 становника/km².

## Међународна сарадња
| Мјесто | Држава    | Врста сарадње | Од    |
| ------ | --------- | ------------- | ----- |
| Лупско | Пољска    | партнерство   | 2000. |
| Броди  | Пољска    | контакт       | 2000. |
|        | Француска | контакт       | 2000. |
| Извор  |           |               |       |